# Zbigniew Jaworski
Zbigniew Jaworski (ur. 12 stycznia 1940 w Warszawie) – polski polityk, inżynier budowy dróg, minister transportu i gospodarki morskiej w latach 1992–1993.

## Życiorys
Ukończył studia na Wydziale Komunikacji Politechniki Warszawskiej (1964). Pracował w Generalnej Dyrekcji Dróg Publicznych w Warszawie, kilkakrotnie przebywał na kontraktach zagranicznych w Libii. Od 1990 związany z ZChN. W latach 1992–1993 był ministrem transportu w rządzie Hanny Suchockiej.
W wyborach do Parlamentu Europejskiego w 2004 bez powodzenia ubiegał się o mandat poselski z w okręgu wyborczym warszawskim z listy Narodowego Komitetu Wyborczego Wyborców.